# 東京都道316号日本橋芝浦大森線

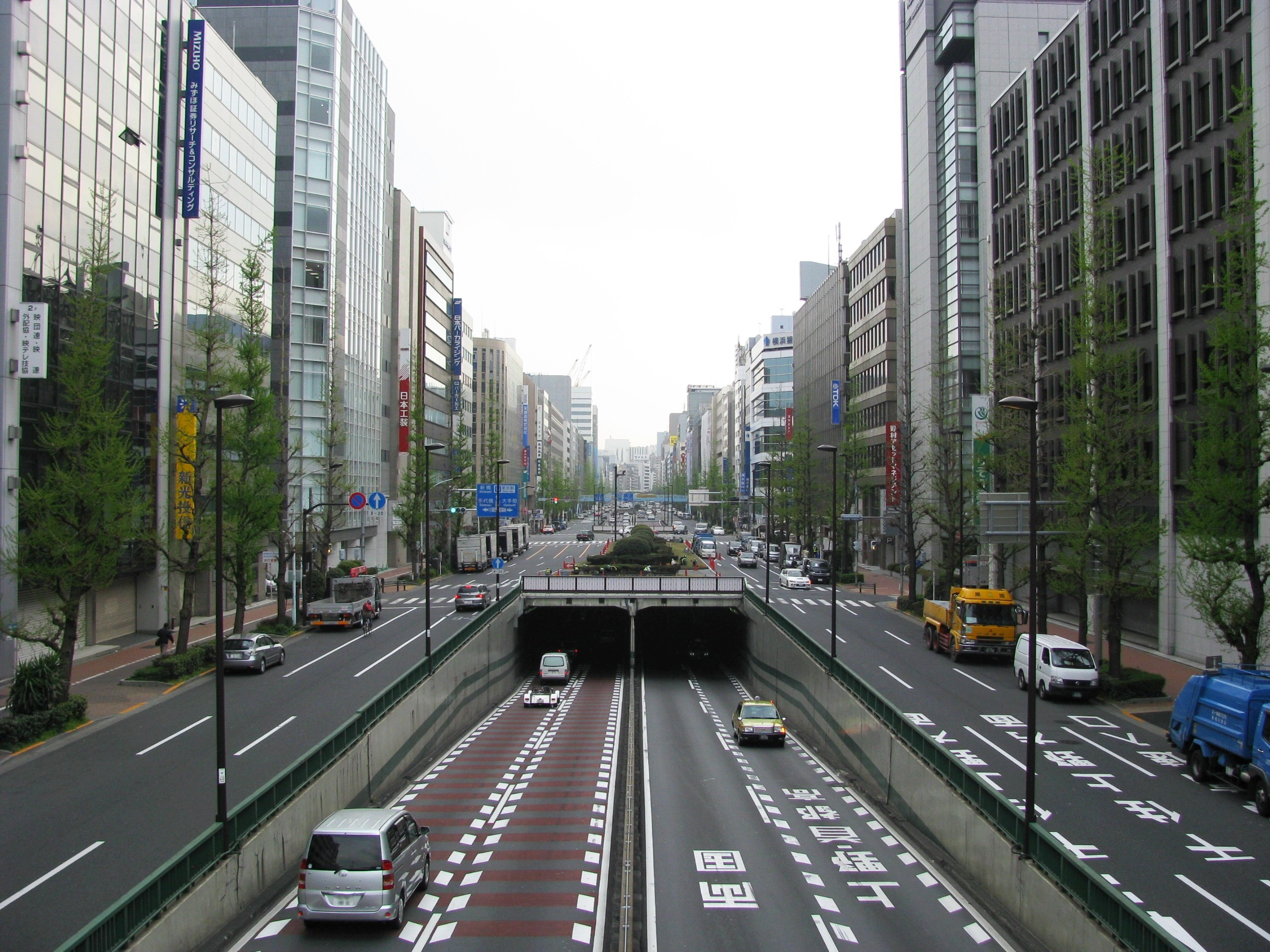
東京都道316号日本橋芝浦大森線
江戸橋付近（2011年4月16日）

東京都道316号日本橋芝浦大森線（とうきょうとどう316ごう にほんばししばうらおおもりせん）は、東京都中央区日本橋本町から、大田区大森南一丁目に至る、延長約20kmの特例主要地方道である。

## 概要
- 起点：中央区日本橋本町（本町三丁目交差点）
- 終点：大田区大森南一丁目

## 路線状況
日本橋本町から銀座八丁目、海岸、平和島などを経由し、複数の支線を持つ路線であるが、平和島から大森南間などの未通区間がある。京浜地区の重要路のひとつであり、港区、品川区の一部区間で首都高速都心環状線、羽田線が平行している。都営地下鉄浅草線（新橋駅 - 日本橋駅間）が地下を走っている。

### 支線・パイパス
- 中央区銀座八丁目 蓬莱橋交差点（本線交点） - 港区新橋一丁目（旧新橋交差点）（国道15号（中央通り・第一京浜）交点、東京都道405号外濠環状線（外堀通り）起点）
- 港区海岸三丁目 潮路橋交差点（本線交点） - 品川区東品川二丁目 天王洲アイル交差点（東京都道317号環状六号線（海岸通り）起点、東京都道480号品川埠頭線終点） - 品川区東品川四丁目 技術専門校交差点（支線分離、東京都道421号東品川下丸子線起点） - 品川区八潮一丁目（国道357号交点）
- 品川区東品川四丁目 技術専門校交差点（パイパス交点、東京都道421号東品川下丸子線起点） - 大田区東海二丁目 環七大井ふ頭交差点（国道357号交点、東京都道318号環状七号線（環七通り）起点）
- 品川区勝島二丁目（本線交点） - 品川区南大井二丁目（国道15号（第一京浜）交点）

### 通称
- 昭和通り（中央区日本橋本町三丁目 本町三丁目交差点 - 港区新橋一丁目（旧新橋交差点））
- 海岸通り（中央区銀座八丁目 蓬莱橋交差点 - 品川区東品川二丁目 天王洲アイル交差点）、（品川区東品川一丁目 新東海橋交差点 - 大田区平和島 平和島出入口先）、（品川区勝島二丁目 - 品川区南大井二丁目）
- 旧海岸通り（港区岸三丁目 潮路橋交差点 - 品川区東品川一丁目 新東海橋交差点）

## 地理

### 通過する自治体
- 東京都
  - 中央区 - 港区 - 品川区 - 大田区

### 交差する道路
- 本線のみ記載

| 交差する道路                                    | 交差する道路                                    | 交差点名     | 所在地 |
| ----------------------------------------------- | ----------------------------------------------- | ------------ | ------ |
| 国道4号（昭和通り）上野・千住・草加方面         |                                                 |              |        |
| 国道4号・国道6号・国道14号（江戸通り）          | 国道4号・国道6号・国道14号（江戸通り）          | 本町三丁目   | 中央区 |
| 首都高速都心環状線                              | 首都高速都心環状線                              | 江戸橋出入口 | 中央区 |
| 東京都道10号東京浦安線（永代通り）              | 東京都道10号東京浦安線（永代通り）              | 江戸橋一丁目 | 中央区 |
| 東京都道408号八重洲宝町線（八重洲通り）         | 東京都道408号八重洲宝町線（八重洲通り）         | 京橋1丁目    | 中央区 |
| （鍛冶橋通り）                                  |                                                 |              | 中央区 |
| （桜通り）                                      |                                                 | 新京橋       | 中央区 |
| （マロニエ通り）                                |                                                 | 銀座東2丁目  | 中央区 |
| （松屋通り）                                    |                                                 | 銀座東3丁目  | 中央区 |
| 東京都道304号日比谷豊洲埠頭東雲町線（晴海通り） | 東京都道304号日比谷豊洲埠頭東雲町線（晴海通り） | 三原橋       | 中央区 |
| 支線（昭和通り）                                |                                                 | 蓬莱橋       | 中央区 |
| 東京都道481号新橋日の出ふ頭線                   |                                                 | 蓬莱橋南     | 中央区 |
| 東京都道481号新橋日の出ふ頭線支線（環二通り）   | 東京都道50号東京市川線（新大橋通り・環二通り）  | 汐先橋       | 中央区 |
| 東京都道481号新橋日の出ふ頭線                   | 東京都道481号新橋日の出ふ頭線                   |              | 港区   |
| 国道130号                                       | 国道130号                                       | 南浜橋       | 港区   |
|                                                 | パイパス（海岸通り）                            | 潮路橋       | 港区   |
| 東京都道409号日比谷芝浦線                       |                                                 | 八千代橋     | 港区   |
|                                                 | 東京都道480号品川埠頭線                         | 新港南橋     | 港区   |
| 国道357号（山手通り）                           | 東京都道317号環状六号線（海岸通り）             | 新東海橋     | 品川区 |
| 東京都道421号東品川下丸子線                     | 東京都道421号東品川下丸子線                     | 北埠頭橋     | 品川区 |
| 東京都道420号鮫洲大山線                         | 国道357号                                       | 八潮橋       | 品川区 |
| 首都高速1号羽田線                               | 首都高速1号羽田線                               | 鈴ヶ森出口   | 品川区 |
| 支線（海岸通り支線）                            |                                                 |              | 品川区 |
| 東京都道318号環状七号線（環七通り）             | 東京都道318号環状七号線（環七通り）             | 中之島橋     | 大田区 |
| 首都高速1号羽田線                               | 首都高速1号羽田線                               | 平和島出入口 | 大田区 |

### 重複区間
- 国道357号八潮バイパス（新東海橋交差点 - 八潮橋交差点）
- 東京都道480号品川埠頭線（天王洲アイル交差点 - 名称無し交差点（東品川五丁目））※パイパス

### 道路施設
- 江戸橋（日本橋川）
- 高浜橋（高浜西運河）
- 天王洲橋（天王洲運河）
- 鮫洲橋（勝島運河）